# Party (canción)
Party es la primera canción del disco The Miracle realizado en 1989 por la banda de Rock inglesa Queen.
Todo comenzó como una Jam session o sesión improvisada entre Freddie Mercury, Brian May y John Deacon. Freddie se encontraba en el piano y comenzó la sección de "we had a good night", luego de eso los 3 miembros trabajaron juntos y completaron la canción.
- Datos: Q6065144